# Jan Nekovář
Jan Nekovář (connu aussi dans la graphie Jan Nekovar sans accents), né le 7 juillet 1963 à Prague (Tchécoslovaquie) et mort le 14 novembre 2022 à Paris,, est un mathématicien tchèque ayant travaillé en théorie des nombres (géométrie arithmétique).

## Carrière
Jan Nekovář étudie à l'université Charles de Prague à partir de 1981 ; il est étudiant d'échange à l'université d'État de Moscou en 1984/1985. Après avoir obtenu son diplôme en 1986, il passe une année dans l'armée tchécoslovaque ; il obtient son doctorat en 1991 à l'Académie tchécoslovaque des sciences à Prague (titre de sa thèse :  Modulární formy necelé váhy). De 1991 à 1993, il est chercheur postdoctoral en tant que Miller fellow à l'université de Californie à Berkeley. En 1993, il devient professeur assistant à l'université Charles de Prague, à partir de 1995 il est lecturer à l'université de Cambridge, où il devient reader en 2001 ; il est membre du Christ's College de 1995 à 2002. À partir de 2002, il est professeur à l'université Pierre-et-Marie-Curie. 
Jan Nekovář a été chercheur invité à l'Institut de mathématiques Steklov de Moscou (1988/89), à l'Institut Max-Planck de mathématiques (1989/1990) à Bonn, à l'Institut Isaac Newton (1998), à l'École normale supérieure (1991), à l'université du Minnesota, au Centre de recherche mathématique à Barcelone, à Tokyo, Nagoya, Strasbourg, à l'Institut Fields et à l'Institut international Erwin-Schrödinger pour la physique mathématique à Vienne. 

## Prix et distinctions
- 1998 : lauréat du  prix Whitehead .
- 2014 : lauréat du prix G. de B. Robinson
- 2019 : Prix de la fondation Neuron[5].

En 1992, Jan Nekovář a été conférencier invité au premier congrès européen de mathématiques à Paris (Values of L-functions and p-adic cohomology). 

## Publications (sélection)
- Karam Fayad et Jan Nekovář, « Semisimplicity of certain Galois representations occurring in étale cohomology of unitary Shimura varieties », American Journal of Mathematics, vol. 141, no 2,‎ 2019, p. 503–530 (DOI 10.1353/ajm.2019.0012, MR 3928044).
- Jan Nekovář, « Eichler-Shimura relations and semisimplicity of étale cohomology of quaternionic Shimura varieties », Ann. Sci. Éc. Norm. Supér. (série 4), vol. 51, no 5,‎ 2018, p. 1179–1252 (MR 3942040).
- Jan Nekovář, « The Euler system method for CM points on Shimura curves », dans David Burns, Kevin Buzzard et Jan Nekovář (éditeurs), L-functions and Galois representations, Cambridge University Press, coll. « London Mathematical Society Lecture Note Series » (no 320), 2007 (ISBN 978-0-521-69415-5, MR 2392363), p. 471–547
- Jan Nekovář, Selmer complexes, Soc. Math. France, coll. « Astérisque » (no 310), 2006, viii+559 (ISBN 978-2-85629-226-6, MR 2333680).
- Jan Nekovář, « On p-adic height pairings », Séminaire de Théorie des Nombres,‎ 1990–91, p. 127–202 (MR 1263527) (Progress in Mathematics. 108. Birkhäuser 1993)
- Jan Nekovář, « Class numbers of quadratic fields and Shimura's correspondence. », Math. Ann., vol. 287, no 4,‎ 1990, p. 577–594 (MR 1066816).